# 원태우

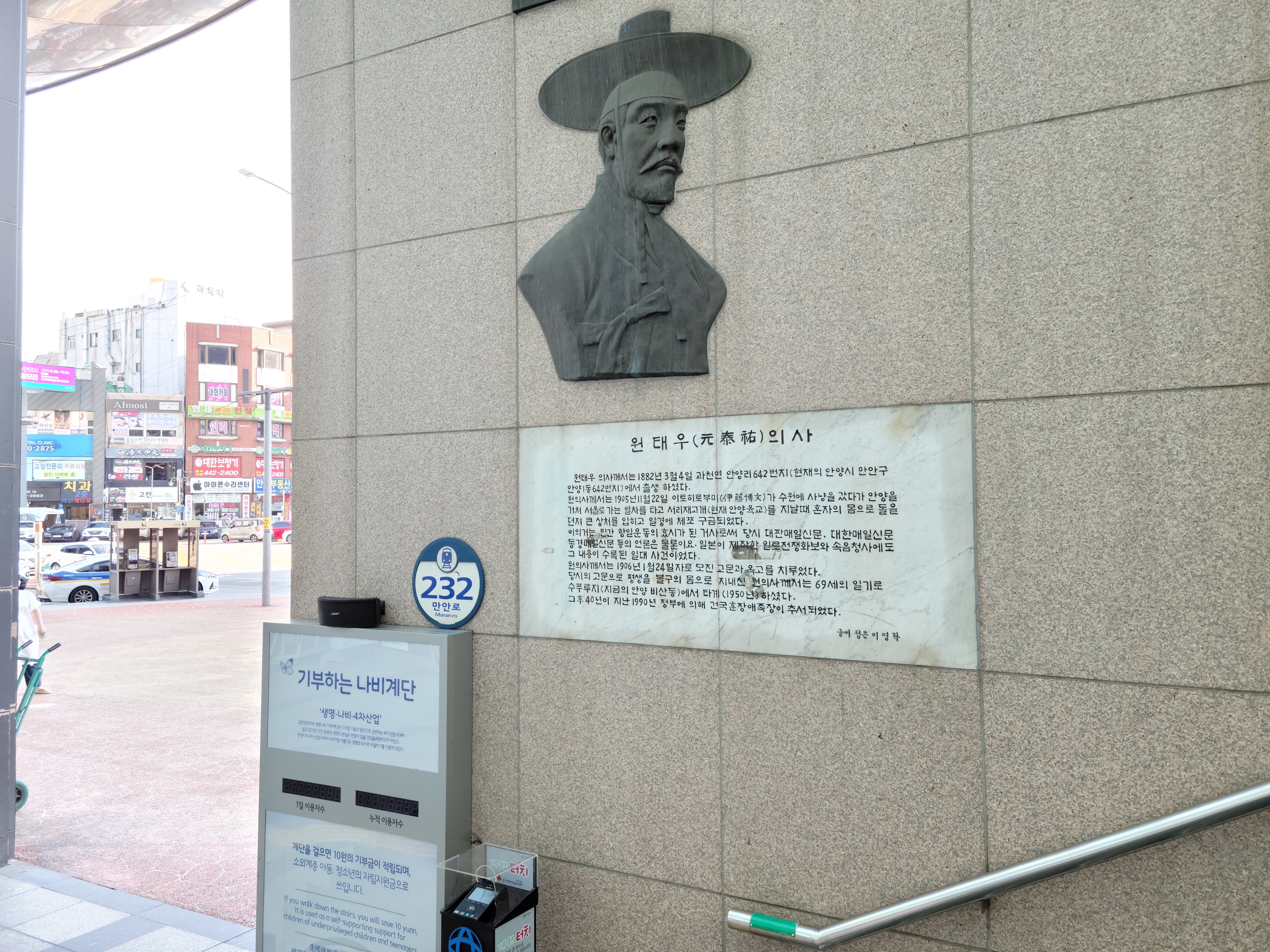
원태우의 부조

원태우(元泰祐, 1882년 3월 4일 ~ 1950년 6월 25일)는 대한제국과 일제강점기의 독립 운동가이다.

## 생애
경기도 과천군 하서면(경기도 안양시) 출신인 원태우는 1905년 을사늑약이 체결되자 울분을 이기지 못하고 거사를 준비했다. 때마침 이토 히로부미가 수원 관광을 다녀온 후 서울로 되돌아간다는 첩보를 입수한 원태우는 안양에서 진을 치고 이토 히로부미가 탄 열차를 전복시키기 위해 레일에 바위를 깔아놓는 것을 시도했으나 겁을 먹은 이만려가 바위를 치웠기 때문에 실패했다. 그래도 원태우는 어떻게든 이토 히로부미를 저격하기 위해 돌을 들고 안양의 서리재고개에서 대기하고 있다가 이토 히로부미가 탄 열차가 지나가자 이토 히로부미에게 돌을 던졌다. 원태우가 던진 돌은 이토 히로부미가 탄 열차의 창문을 깨고 정확하게 이토 히로부미의 머리에 명중되었으며 이때 깨진 유리파편 중 8조각이 이토 히로부미의 얼굴에 박혔다. 전치 1주의 상해였다.
이토 히로부미는 뇌진탕을 일으키는 등 생명이 위독한 상태가 되었으나 신속하게 응급치료를 받아 목숨을 부지할 수 있었으며, 원태우는 현장에서 바로 체포된다. 이 사건은 일본 전역을 떠들썩하게 만들어 놓았다. 이후에 원태우는 감옥에서 모진 고문을 겪었는데 온몸에 고문으로 인한 상처자국이 없는 곳이 없을 정도로 매우 가혹한 고문을 당했다. 이 사건을 계기로 안중근 등 이토 히로부미의 암살을 시도하는 사람이 계속 생겨나게 되었으며 한반도에서 독립운동이 본격적으로 시작되었다.
원태우는 이후에 일제의 혹독한 감시와 착취로 인하여 매우 힘겹게 살아가다가 해방을 맞이했다. 1950년 한국 전쟁이 발발하면서 노환으로 타계했다. 향년 68세.

## 인물평
원태우는 2명의 정승을 낸 원주원씨 유생 출신으로 항상 올바른 일에 앞장섰으며 절대 불의에 넘어가지 않았다. 때문에 을사늑약(제 2차 한일협약)에 대해 누구보다 분개하여 이토 히로부미를 가장 먼저 살해할 계획을 세우게 된다.
또한 원태우는 돌가공에 일가견이 있었으므로 그가 생전에 직접 만든 절구 2개가 남아 있으며 그 중 하나는 독립기념관에 소장되어 있으며 다른 하나는 안양시청 종합민원실에 소장되어 있다.
1. ↑  《독립유공자 공적정보 - 원태근》, 국가보훈부 공훈전자사료관, 2023년 9월 12일에 확인함